# Ceratogammarus acerus
Ceratogammarus acerus is een vlokreeftensoort uit de familie van de Acanthogammaridae. De wetenschappelijke naam van de soort is voor het eerst geldig gepubliceerd in 1937 door Bazikalova.